# محطة كيووني للطاقة النووية

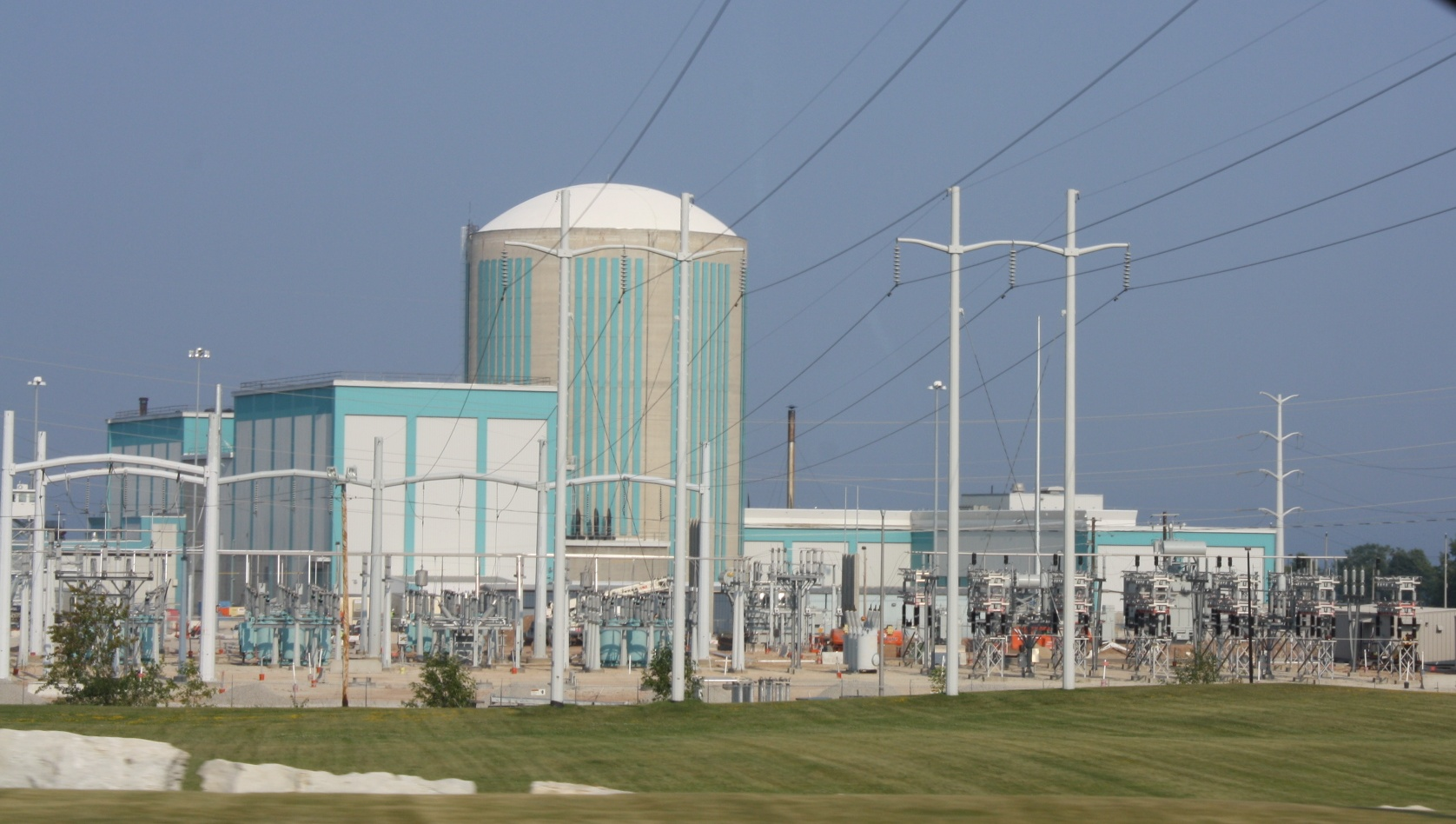
محطة كيووني للطاقة النووية

محطة كيووني للطاقة النووية هي محطة للطاقة النووية مغلقة الآن، وتحتل موقعا على مساحة 900 فدان في كارلتون ويسكونسن، 27 ميل جنوب شرق غرين باي ويسكونسن.

## نبذة
محطة كيووني للطاقة النووية هي محطة الطاقة النووية الرابعة التي بنيت في ولاية ويسكونسن، و 44 التي بنيت في الولايات المتحدة. بسبب انخفاض أسعار الكهرباء الناتجة عن انخفاض سعر الغاز الطبيعي، توقفت المحطة عن العمل في 7 مايو 2013.

## صور المحطة

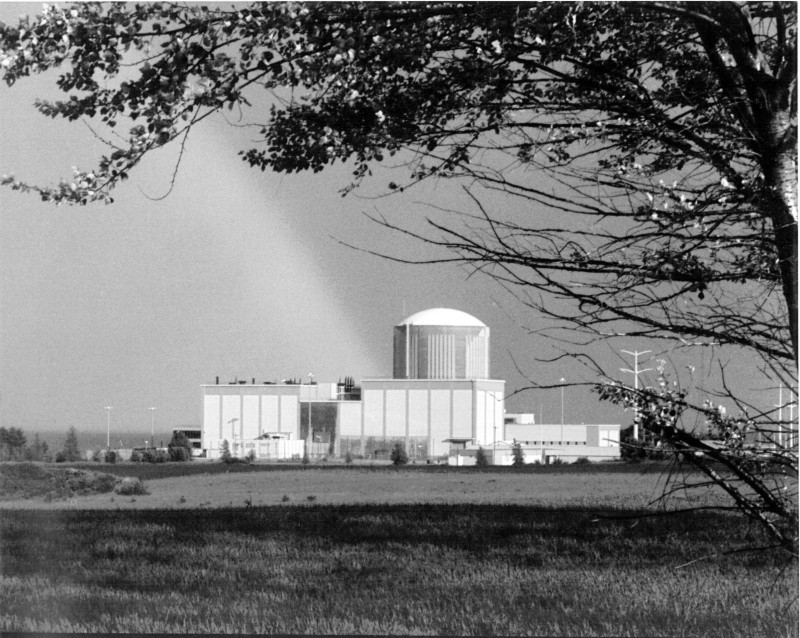
محطة كيووني للطاقة النووية
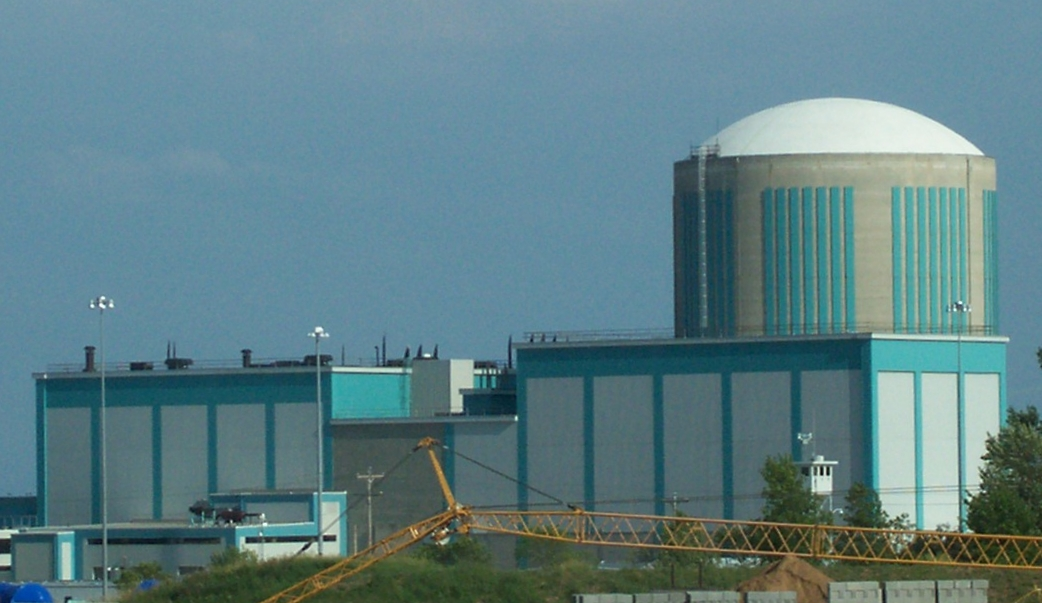
محطة كيووني للطاقة النووية في عام 2007
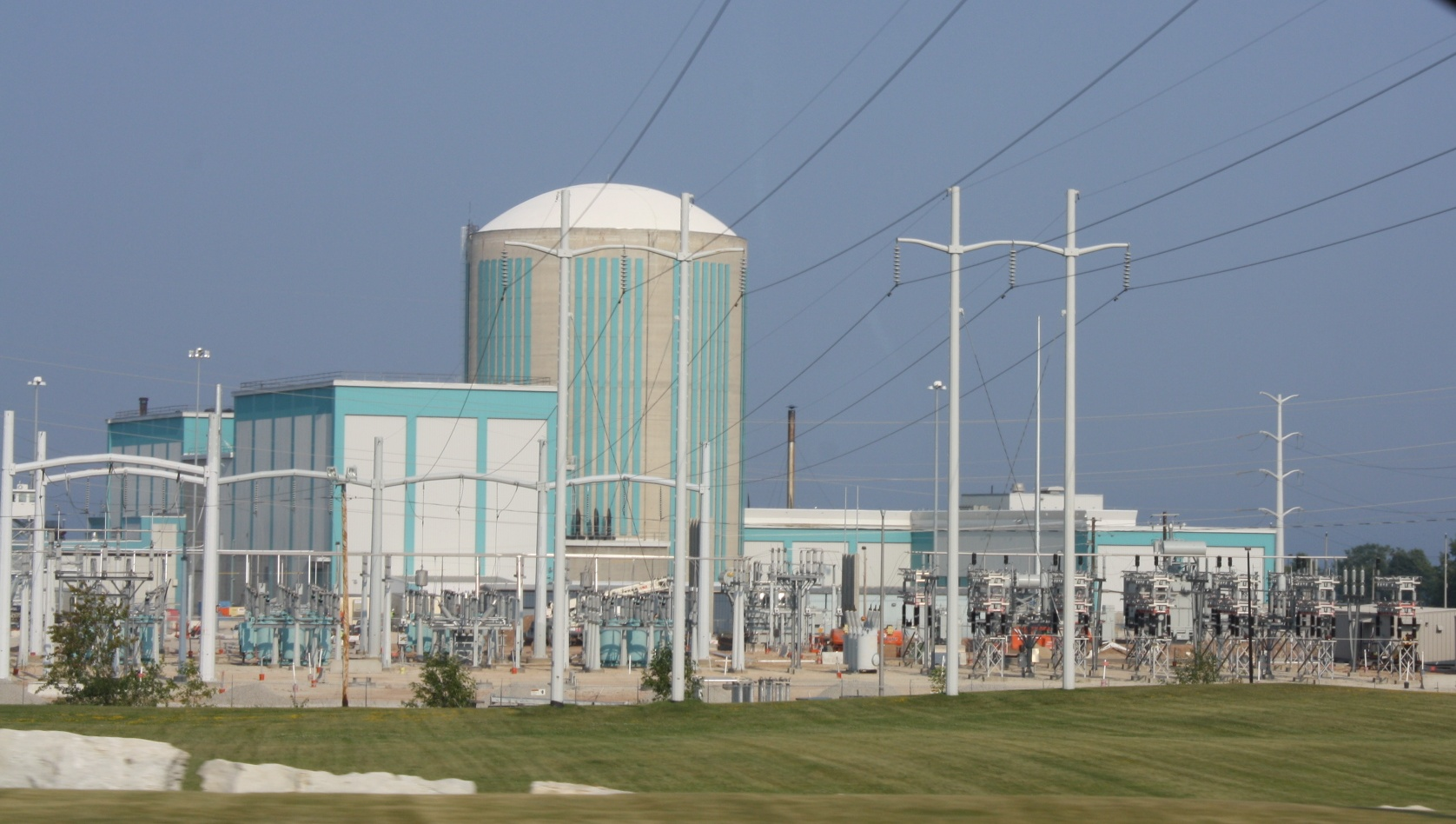
محطة كيووني للطاقة النووية في عام 2009